# Paramoudra

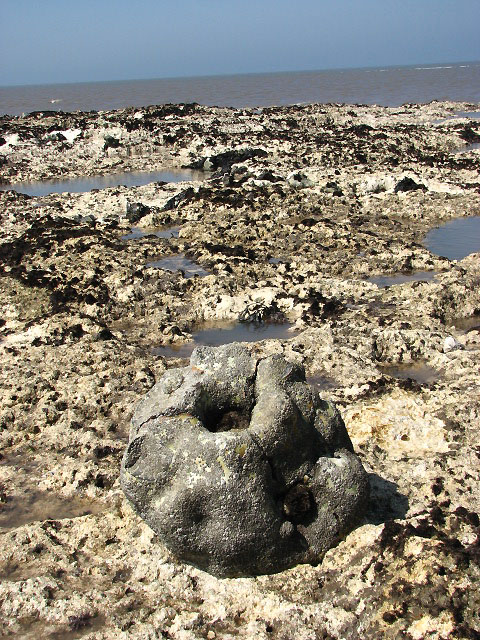
Paramoudra in einem Kreideaufschluss an der südenglischen Nordseeküste. Die Aushöhlung dieser großen Feuersteinknolle war ursprünglich mit Kreide gefüllt, die vom Seewasser ausgewaschen wurde. Die Kreideformation an diesem Aufschluss ist nur bei Niedrigwasser sichtbar und von einer dünnen Gesteinsschicht überdeckt.

Unter dem Begriff Paramoudra wird in der Literatur eine besondere morphologische Erscheinungsform von Feuersteinknollen kontrovers diskutiert (im englischen Sprachraum unter der Bezeichnung Potstone, in Dänemark als Flintkrukke bekannt).

## Namen
Der Name „Paramoudra“ geht auf William Buckland (1817) zurück, der als Erster Feuersteine dieses Typus beschrieb, die er in Nordirland fand. Das Wort ist dem Irischen entlehnt. Eine von mehreren Interpretationen zur Bedeutung dieses Begriffes sagt, dass irische Steinbrucharbeiter sich einst selbst so bezeichnet haben, eine andere Erklärung verweist auf den Wortstamm padhramoudras, was sich als „garstiger Ire“ übersetzen lässt. Diese Interpretationen lassen vermuten, dass Buckland den Namen „Paramoudra“ wählte, weil die Feuersteine schon ihm Rätsel aufgaben, die bis heute noch nicht abschließend gelöst sind. Eine weitere Deutung führt den Begriff auf pair of murderer zurück, was so viel bedeutet wie „Mörderstein“, eine Bezeichnung, die Raum für Spekulationen über die einstige Verwendung dieser Steine bietet.
Feuersteine aus der Oberen Kreide und dem Danium Nordwesteuropas enthalten oft große, verhältnismäßig geradlinig verlaufende, mehr oder minder zylindrische, zu beiden Seiten offene Hohlräume. Derartige Steine treten in unterschiedlichen Größen auf. Die kleineren werden im Volksmund oft als „Hühnergötter“ bezeichnet, die größeren – die eigentlichen Paramoudras – in Norddeutschland als „Saßnitzer Blumentöpfe“. Letztere Bezeichnung geht darauf zurück, dass diese durchaus ein Gewicht von 200 kg und mehr erreichenden durchlöcherten Feuersteine auf Rügen gern als Blumenkübel verwendet wurden, die auch heute noch vereinzelt dort anzutreffen sind.

## Fundorte und Besonderheiten der Fundsituation
Paramoudras werden insbesondere in Kreideaufschlüssen in England, Dänemark und Nordwestdeutschland, aber auch in Schweden, Belgien, den Niederlanden und Frankreich gefunden. Im Maastrichtium von Hemmoor (Niedersachsen) sind Flinte mit einer Länge von bis zu vier Metern gefunden worden. Bemerkenswert an diesen Objekten ist auch die Fundsituation. In aller Regel werden diese zentnerschweren Stücke stets „senkrecht zu den Feuersteinbändern [stehend]“ vorgefunden, also säulenförmig im 90-Grad-Winkel zur Ausrichtung des Sediments und zu den darin befindlichen Horizonten aus Feuersteinknollen. Aus England sind auch kreisförmige Anordnungen bekannt. Nicht zuletzt aus diesen Ablagerungsmerkmalen haben sich Hinweise auf die recht komplexen diagenetischen Prozesse zur Bildung der Paramoudras, aber auch von „normalen“ Feuersteinknollen ergeben. Weitere sich aus der Fundsituation ergebende Hinweise auf die Entstehung geben Pyrit- und Glaukonitanreicherungen, die oftmals im mit Kreide (Kalk) ausgefüllten Hohlraum der Paramoudras gefunden werden, sowie schmale, lange Grabgänge (ausführlich bei Bromley et al., 1975).

## Entstehungstheorien
Vielfach wird daher als Verursacher der Löcher in Paramoudras ein Grabgänge erzeugendes, den Meeresgrund bewohnendes Tier vermutet. Insbesondere Bartwürmer und Schnurwürmer werden als Erbauer dieser Wohnröhren in Betracht gezogen, die unter dem Namen Bathichnus paramoudrae als Spurenfossil in die Literatur eingegangen sind (vor der Erstbeschreibung von Bromley et al., 1975, wurde dieser Name für die Paramoudra-Flinte, nicht aber für die Grabgänge verwendet). Die Hohlräume in den Paramoudras haben einen weitaus größeren Querschnitt als die im Durchmesser oft nur wenige Millimeter großen, allerdings bis zu neun Meter Länge erreichenden Grabgänge, die sich lokal in den Kreidesedimenten noch heute verfolgen lassen. Die deutlich größeren Löcher in den Feuersteinknollen sind das Ergebnis besonderer biochemischer Bedingungen bei der Entstehung des Flints; durch Ausscheidung von Stoffwechselprodukten und nach dem Tode auch durch die sich zersetzenden Körper der Erbauer der Grabgänge sank der pH-Wert des Milieus ab, was zu einer Ausfällung von Kieselsäure führte, die sich in einigen Zentimetern Entfernung ringförmig um den Grabgang anreicherte und die Basis für die Entwicklung des Feuersteins bildete. Dies ereignete sich, nachdem die Horizonte der heutigen Feuersteinlagen in der Kreide schon die erste Phase ihrer Entstehungsgeschichte durchlaufen hatten.
Zeitweilig wurde der Schwamm Poterion cretaceum als Urheber der „Grabgänge“ angesehen. Es wird auch die Auffassung vertreten, diese Löcher im Feuerstein könnten anorganischen Ursprungs sein, was der oben dargestellten Entstehungstheorie nicht unbedingt widerspricht, nach der die Grabgänge, bzw. deren Erzeuger nur mittelbar an der Entstehung der Hohlräume in den Feuersteinen beteiligt sind, indem sie mit den von ihnen ausgehenden Stoffwechselprodukten die Voraussetzung für die (bio)chemischen Prozesse schufen, die vermutlich für die Gestalt dieser großen Feuersteine ursächlich sind. Ob die Hohlräume der viel kleineren „Hühnergötter“ bzw. diese selbst die gleiche Entstehungsgeschichte haben wie die Paramoudras ist fraglich.

## Ausstellungen
Paramoudras sind in zahlreichen Museen Nordwesteuropas ausgestellt. So ist beispielsweise ein Röhrenflint aus Hemmoor im Mineralogischen Museum Hamburg, dänisches Material im Geologischen Museum Kopenhagen und holländisches Material im Naturhistorischen Museum Maastricht zu sehen; englisches Material ist im Castle Museum Norwich ausgestellt; zwei der von Buckland untersuchten Paramoudras aus Nordirland liegen im Naturhistorischen Museum der Universität Oxford.